# Alberto Demicheli
Pour les articles homonymes, voir Demicheli.
Pedro Alberto Demicheli Lizaso, né le 7 août 1896 à Rocha et mort le 12 octobre 1980, est un avocat, historien, journaliste, écrivain et homme d'État uruguayen.
Il est le président de facto de l’Uruguay de juin à septembre 1976, pendant la dictature militaire du pays, après la destitution de Juan María Bordaberry par l’armée et avant la nomination d'Aparicio Méndez.

## Biographie
Membre du Parti Colorado, il est sénateur et député dans les années 1930, et dirige en parallèle le Club Atlético Peñarol en 1933-1934.